# Alexios V.
Alexios V. zvaný Μurtzuflos (Murtzuflos Μούρτζουφλος = zachmuřený; zemřel 1205) vládl Byzantské říši krátce roku 1204. Pocházel z dynastie Duků.
Poté, co ovládl Konstantinopol, se rychle zbavil svých odpůrců - Izáka II. dal uvěznit a Alexia IV. i jeho nástupce Nikolaose Kanabose zabít. Císař byl zapřisáhlým nepřítelem západních rytířů, okamžitě začal připravovat obranu města, protože velmi správně předpokládal[zdroj?] konflikt s křižáky. V dubnu roku 1204 skutečně křižáci na město zaútočili. Po zničení obrany Konstantinopole následovalo kruté drancování, některé poklady byly zničeny, jiné uloupeny či poslány do Benátek. Byzantská říše, stát existující několik set let, byl téměř zničen. Tím definitivně skončila velmocenská role Byzance ve východním Středozemí. Císařství bylo sice roku 1261 obnoveno, ale již jen jako stín původní říše. Sám Alexios byl po několika peripetiích zadržen křižáky poblíž města Mosynopolis a poté svržen z Theodosiova sloupu.